# دیو ریچرت
دیو ریچرت (به انگلیسی: Dave Reichert) نمایندهٔ حوزه انتخابیه هشتم واشینگتن از حزب جمهوری‌خواه ایالات متحده آمریکا در مجلس نمایندگان ایالات متحده آمریکا است که برای نخستین‌بار در ۲۳ ژانویه ۲۰۰۵ میلادی به‌عضویت این مجلس درآمد.